# The Capture
The Capture is een Amerikaanse dramafilm uit 1950 onder regie van John Sturges. De film werd destijds uitgebracht onder de titel Wreed geluk.

## Verhaal
Een Amerikaanse oliebaron doodt een man, die hij van diefstal verdenkt. Omdat hij gaat twijfelen aan de schuld van de man, zoekt hij zijn weduwe op. Ze worden verliefd en ze trouwen. Vervolgens gaat hij op zoek naar de echte dief. Wanneer hij vlak voor zijn verhoor wordt vermoord, valt de verdenking op de oliebaron.

## Rolverdeling
| Acteur           | Personage                  |
| ---------------- | -------------------------- |
| Lew Ayres        | Lin Vanner / Lindley Brown |
| Teresa Wright    | Ellen Tevlin Vanner        |
| Victor Jory      | Vader Gomez                |
| Jacqueline White | Luana Ware                 |
| Jimmy Hunt       | Mike Tevlin                |
| Barry Kelley     | Graaf C. Mahoney           |
| Duncan Renaldo   | Carlos                     |
| William Bakewell | Herb Tolin                 |